# Hilmar Höckner
Georg Hilmar Höckner (geboren 24. Dezember 1891 in Leipzig; gestorben 24. Januar 1968 in Fürstenzell) war ein deutscher Musikwissenschaftler und -pädagoge.

## Leben und Wirken
Höckner studierte von 1915 bis 1917 am Leipziger Konservatorium und war von 1917 bis 1920 Musiklehrer an der Dürerschule in Hochwaldhausen. 1923 wurde er Hauptmusiklehrer im Schloss Bieberstein. Januar 1941 beantragte er die Aufnahme in die NSDAP und wurde zum 1. April desselben Jahres aufgenommen (Mitgliedsnummer 8.843.489). Ab 1947 war er als staatlicher Musikberater im Auftrag des Hessischen Kultusministeriums und Mitglied der Prüfungskommission für die staatliche Privatmusiklehrerprüfung tätig.
1917 heiratete Höckner die Pianistin Martha Schoder.